# Батрахологія

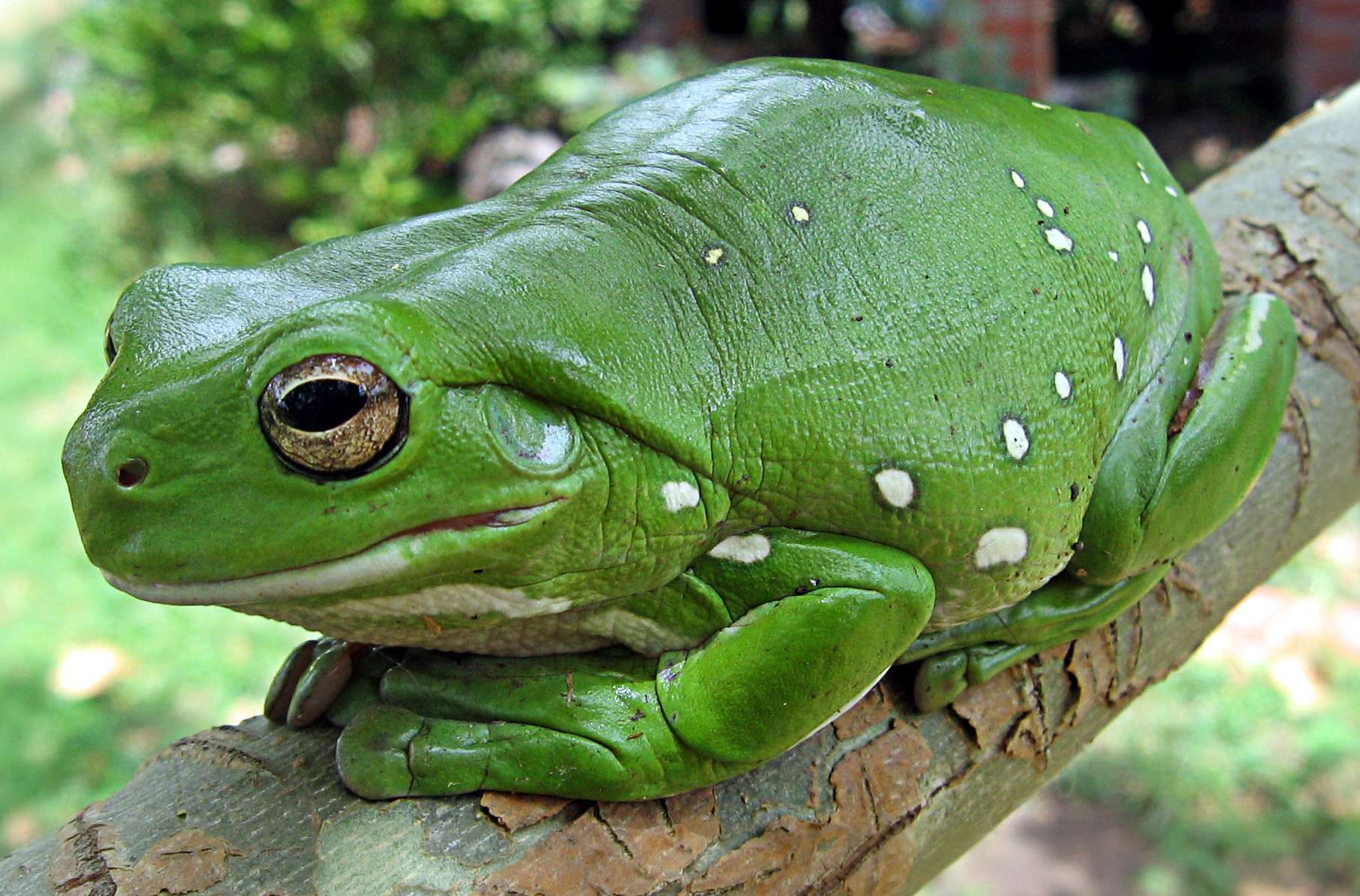
Зелена деревна жаба

Батрахоло́гія (грец. βατραχος — жаба і λογος — слово) — розділ зоології, що вивчає земноводних (Amphibia). Часто об'єднується з герпетологією.
Перший великий огляд амфібій дав у 1554 році в другому томі своєї «Історії тварин» швейцарський натураліст Конрад Геснер. Велику колекцію тварин у кінці XVII століття зібрав нідерландський купець Альберт Себа. Клас амфібії вперше описав Карл Лінней, а перше систематичне дослідження, яке порівнювало амфібій і рептилій, здійснив австрійський лікар італійського походження Йозеф Ніколаус Лауренті у 1768 році.